# Giovanni Villani (generale)
Giovanni Villani (Milano, 5 novembre 1864 – Scrutto, 25 ottobre 1917) è stato un generale italiano, veterano della guerra d'Eritrea. Nel corso della prima guerra mondiale fu comandante del 4º Reggimento fanteria "Piemonte", della Brigata Livorno e successivamente, promosso maggiore generale, della 19ª Divisione del XXVII Corpo d'armata, schierata sulla riva destra dell'Isonzo. Conoscendo la debolezza del fronte tenuto dalla sua Divisione, aveva assicurato il Comando Supremo che i suoi uomini si sarebbero battuti fino alla morte con le seguenti parole: State certi, passeranno solo sul mio corpo. Questa Grande Unità fu attaccata duramente da cinque divisioni austro-tedesche a pieni organici nelle prime fasi della battaglia di Caporetto, dissolvendosi come unità combattente entro le cinque del pomeriggio del 24 ottobre 1917. Ceduti i reparti superstiti, circa 1.300 uomini, alla 3ª Divisione del VII Corpo d'armata, sfinito e demoralizzato decise di suicidarsi per non cadere prigioniero di guerra. Prima di spararsi un colpo di rivoltella alla tempia scrisse anche un dispaccio al Comando Supremo che recitava: I comandanti e le truppe hanno fatto fino all'ultimo il loro dovere..

## Biografia
Nacque a Milano il 5 novembre 1864, all'interno di una famiglia molto legata al Risorgimento. Arruolatosi nel Regio Esercito, nell'autunno del 1881 iniziò a frequentare la Regia Accademia Militare di Fanteria e Cavalleria di Modena, da cui uscì il 28 luglio 1883 con il grado di sottotenente, assegnato all'arma di fanteria.
Il 26 settembre 1886 fu promosso tenente,  e trasferito al Regio corpo truppe coloniali nel 1887 partecipò alla campagna in Eritrea. Rientrato in Patria, e superati gli esami di ammissione, tra il 1889 e il 1891 frequentò i corsi della Scuola di guerra dell'esercito di Torino superandoli, ma non entrò mai nel Corpo di Stato maggiore. Assegnato in forza all'87º Reggimento fanteria "Friuli" passò poi in servizio presso la Scuola militare di Modena, e una volta promosso capitano il 18 ottobre 1896, assunse il comandò una compagnia del 77º Reggimento fanteria "Toscana". Dal 1906 al 1915 prestò servizio nel corpo degli alpini, dapprima nel 5º Reggimento alpini di Milano, dove fu promosso maggiore (con anzianità 16 dicembre 1906) e poi, dopo la promozione a tenente colonnello il 30 settembre 1911, in forza al 7º Reggimento alpini di stanza a Belluno.
Divenuto colonnello il 31 marzo 1915, verso la fine del mese di aprile assunse il comando del 4º Reggimento fanteria "Piemonte" della Brigata Piemonte, che poco prima della dichiarazione di guerra all'Impero austro-ungarico venne schierato nel settore del Fella, in Carnia. Nonostante in quel settore del fronte non si svolgessero grandi combattimenti, i reparti del 4º Reggimento si distinsero nelle piccole azioni alle quali parteciparono.
All'inizio del mese di dicembre sostituì il generale Ferruccio Trombi al comando della Brigata Livorno schierata nel settore carsico di Oslavia. Il 15 febbraio 1916 la Brigata iniziò il trasferimento nel settore delle Giudicarie, ed egli venne promosso maggior generale il 30 marzo 1916. Lasciò il comando della Livorno il 5 luglio 1917, assumendo il giorno 17 quello della 19ª Divisione, che tre giorni dopo entrò a far parte del XXVII Corpo d'armata, allora al comando del generale Augusto Vanzo, posizionato davanti alla testa di ponte di Tolmino. 
Il Corpo d'armata venne duramente impegnato nel corso dell'undicesima battaglia dell'Isonzo, ma la 19ª Divisione fu l’unica delle quattro che componevano il Corpo d'armata, a non eseguire nessuna operazione importante fino al 24 ottobre, quando iniziò la battaglia di Caporetto.

### La battaglia di Caporetto
Già il giorno 10 ottobre il generale Luigi Cadorna si era accorto che le posizioni tenute della  19ª Divisione erano difese da forze insufficienti, ed emanò una nota al comandante del XXVII Corpo d'armata, generale Pietro Badoglio, ordinandogli di rafforzarle, trasferendo parte delle altre tre divisioni sulla riva destra dell'Isonzo. Quello stesso giorno Badoglio tenne una conferenza con i quattro comandanti di divisione, ordinandogli di rafforzare e difendere a qualsiasi costo il complesso dello Jeza, e in quello stesso giorno i genieri della  19ª incominciarono a realizzare una nuova trincea sui contrafforti dello Jeza.
Unica delle quattro divisioni che componevano il XXVII Corpo d'armata a trovarsi posizionata sulla riva destra dell'Isonzo, la  19ª Divisione  aveva a disposizione un complesso di 18 battaglioni,  6 della Brigata Spezia, 5 della Brigata Taro, 6 della Brigata Napoli, il Battaglione alpini "Val d'Adige" e 188 mitragliatrici.
Il fronte tenuto della 19ª andava, in linea d'aria, dalla riva del fiume Isonzo a nord a Scuole Rute (ora Volcanski Ruti) a sud, lungo tra i sei e i sette chilometri, ma data la natura del terreno, caratterizzata da una successione di costoni da nord a sud e con direttrice generale da ovest a est, la prima linea di difesa assumeva un andamento sinuoso per cui lo sviluppo complessivo di tale linea variava dai tredici ai quattordici chilometri. 
Nei tre mesi di comando non prese mai alcun provvedimento per rafforzare e consolidare le linee difensive, lasciando i suoi comandanti di brigata senza ordini chiari. Il 21 ottobre tenne un consiglio di guerra sulla situazione con i comandanti delle Brigate "Spezia" e "Taro", intervenendo in modo confuso ed arrivando a modificare la disposizione tattica della forze al suo comando, causando un certo scompiglio tra le sue unità che dovevano andare a presidiare posizioni sconosciute invece che restare in quelle che occupavano da molti mesi. Il 23 ottobre effettuò una ispezione a sorpresa presso il comando tattico della brigata "Spezia" sullo Jeza, comportandosi, secondo il capitano Deidda aiutante di campo del comandante della brigata, in modo isterico e quasi sconclusionato.
Attaccata da cinque divisioni austro-tedesche a pieni organici, che ruppero il fronte in più punti, intorno alle cinque del pomeriggio la 19ª Divisione cessò di esistere come unità operativa. Bruciate carte e documenti, abbandonò il posto di comando sul Monte Jeza, evitando per poco di essere fatto prigioniero, e arrivò a Clabuzzaro con i pochi elementi superstiti della "Taro". Il giorno 25 continuò a ritirarsi insieme ai resti delle proprie brigate, che avevano perso, tra morti, feriti, e dispersi, circa 10.000 uomini, cedendo i superstiti alla 3ª Divisione del VII Corpo d'armata. Sceso a piedi verso l'abitato di Cividale del Friuli insieme ad un gruppo di suoi ufficiali, giunse a Scrutto, una  frazione del comune di San Leonardo, dove sfinito e demoralizzato, per non cadere prigioniero di guerra, si assentò con una scusa ed entrò in un ospedale da campo sito in una scuola, sparandosi un colpo di rivoltella alla tempia. Il suo corpo venne frettolosamente sepolto in un campo a causa dell'arrivo dei nemici, e lì venne fortunatamente ritrovato nel gennaio 1931 da un contadino che lavorava nel campo divenuto di sua proprietà, e rimasto sino ad allora incolto.

### Annotazioni
1. ↑  Due giorni dopo un generale appartenente al Comando Supremo scrisse che la 19ª Divisione di Villani aveva opposto qualche resistenza.
2. ↑  Uno dei suoi avi apparteneva ai martiri di Belfiore.
3. ↑  Il generale Trombi era rimasto ucciso da uno shrapnel il 28 novembre.
4. ↑  Vanzo rimase al comando del Corpo d'armata fino al 23 agosto, quando fu silurato e sostituito dal generale Pietro Badoglio.
5. ↑  Si trattava dei generali Guido Coffaro comandante della 65ª Divisione, Giovanni Battista Chiossi, comandante della  22ª Divisione, e Vittorio Fiorone, comandante della 64ª Divisione. Secondo Badoglio tutte e tre le divisioni erano molto più deboli della 19ª, ed il suo Corpo d'armata aveva già più battaglioni sulla riva destra che in quella sinistra dell'Isonzo.
6. ↑  I battaglioni risultavano tutti sotto organico, cioè in media avevano la metà della forza teorica combattente prevista.
7. ↑  Inizialmente la Brigata "Napoli" era stata assegnata alla 19ª Divisione, il 17 ottobre era stata trasferita alla dipendenze del VII Corpo d'armata del generale Luigi Bongiovanni, e riassegnata definitivamente alla 19ª il giorno 22.
8. ↑  Il battaglione era formato dalle Compagnie 256ª, 257ª, e 258ª.
9. ↑  Secondo Deidda a un certo punto il generale avrebbe esclamato: Sono gli ufficiali del mio comando che mi tradiscono!.
10. ↑  Quando una volta occupato il paese le autorità militari austro-ungariche vennero a conoscenza del fatto organizzarono la ricerca della salma per poterla seppellire con i dovuti onori militari, ma senza successo.

### Fonti
1. 1 2 3 4 5 6 7 8 9 10 11  Alpini Milano Centro.
2. 1 2 3 4 5  Barbero 2017, p. 257.
3. 1 2 3 4 5 6 7 8  Digilander Libero.
4. 1 2  Barbero 2017, p. 202.
5. ↑  Barbero 2017, p. 203.
6. ↑  Barbero 2017, p. 204.
7. ↑  Dall’Isonzo al Piave 24 ottobre-9 novembre 1917, Relazione della Commissione d'Inchiesta R. Decreto 12 gennaio 1918 n. 35, volume secondo.
8. ↑  Le cause e le responsabilità degli avvenimenti, Roma, Stabilimento Poligrafico per l'Amministrazione della Guerra, 1919, p. 124.
9. 1 2 3  Barbero 2017, p. 258.
10. ↑   Bollettino ufficiale delle nomine, promozioni e destinazioni negli ufficiali e sottufficiali del R. esercito italiano e nel personale dell'amministrazione militare, 1922,  p. 3026. URL consultato il 18 settembre 2019.
11. ↑   Bollettino ufficiale delle nomine, promozioni e destinazioni negli ufficiali e sottufficiali del R. esercito italiano e nel personale dell'amministrazione militare, 1911,  p. 871. URL consultato il 18 settembre 2019.